# Peuceptyelus dubiosus
Peuceptyelus dubiosus är en insektsart som beskrevs av Melichar 1902. Peuceptyelus dubiosus ingår i släktet Peuceptyelus och familjen spottstritar. Inga underarter finns listade i Catalogue of Life.